# Evolucionizmus
Evolucionizmus egy elmélet, amely szerint az emberi kultúra általános története szakaszosan végbemenő progresszív változások folyamata (→ evolúció, kulturális). Evolucionista elképzelésekkel már a primitív mítoszokban és az ókori szerzők műveiben (pl. Lucretius) találkozunk. Tudományos koncepcióként az etnológiai evolucionizmus, először a francia felvilágosodás idején jelenik meg, amikor filozófusok, mint Turgot és Condorcet az emberiség történetében megfigyelhető haladás elvét fejtették ki.
A gondolatot szociológiai-kulturális vonatkozásban a 18–19. század fordulóján a skót morálfilozófusok (James Dunbar, James Burnet, Adam Ferguson stb.) építették tovább. Teóriájuk szerint az evolúció unilineáris, szakaszosan megy végbe, és az emberiség pszichikai egységén alapszik. Elsőként alakították ki a vadság, a barbárság, a civilizáció fokozatokat mint az emberiség fejlődésének fő szakaszait, míg a 19. sz. elején a skandináv régészek az őskor három (kő-, bronz- és vaskor) fő fokozatának koncepcióját dolgozták ki. Az etnológiai evolucionizmus, további kialakulását és térhódítását a természettudományokban fokozatosan tért nyerő evolucionista szemlélet, elsősorban Charles Darwin „A fajok eredete” c. munkájának megjelenése (1859) segítette elő, de ennél fokozottabb mértékben támaszkodott az univerzális evolúció eszméjét kidolgozó filozófusok, mint például Herbert Spencer munkáira. – A 19. század második felében az etnológiának a felvázolt előzményekből kialakuló etnológiai evolucionizmus, a vezető irányzata.
Az emberi kultúra egészének vonatkozásában E. B. Tylor és L. H. Morgan, az egyes részterületeket és intézményeket illetően különösen J. J. Bachofen, J. F. McLennan és J. G. Frazer elméletei voltak nagy hatással az etnológiára. Teóriáik az emberiség pszichikai egységén alapulnak, amelynek megfelelően a kultúra fejlődése egészében véve azonos vonalak mentén, egyező fokozatokon keresztül halad. Míg egyes evolucionista etnológusok mechanikusan a → belső fejlődés elvét tartották az evolúcióban kizárólagosnak, addig Tylor és Morgan tekintettel volt a speciális evolúcióra és a → diffúzióra is. Vizsgálataikban az evolucionisták az összehasonlító módszert alkalmazták, amelynek kellő kidolgozására azonban ekkor még nem került sor; fejlődési sorozataik megállapításában pedig, különösen egyes intézmények, kulturális vonások tekintetében, nem dialektikusan alkalmazták az egyszerű formáktól az összetettek felé való fejlődés általában helyes elvét. – Az etnológiai evolucionizmus a századforduló éveitől háttérbe szorult az etnológiai kutatásokban. Bár a vezető kutatók (pl. F. Boas, L. H. Lowie, B. Malinowski) nem voltak antievolucionisták, vagyis a fejlődés elvét nem tagadták és elismerték az evolucionista kutatások szükségességét és jogosultságát, a vizsgálatokat hosszú időn át a → diffuzionizmus, a → funkcionalizmus és a → strukturalizmus célkitűzései és módszerei jellemezték.
Az etnológiai evolucionizmus újraéledésére az 1940-es években került sor, amikor L. A. White munkásságával felhívta a figyelmet L. H. Morgan pozitív értékelésére és az evolucionista kutatások elvi fontosságára. L. A. White és a nyomában fellépő kutatók (M. D. Sahlins, E. R. Service, J. H. Steward, M. Fried stb.) többségükben a 19. század etnológiai evolucionizmusának alapelveit megtartva építik tovább az evolúció teóriáját. Elméleteik az általános fejlődés unilineáris menetének elvén alapulnak, de ezt kiegészítik a speciális fejlődés (multilineáris evolúció) gondolatával, míg a fejlődés mértékéül az energiahasznosításnak a kulturális szervezetben jelentkező progresszív hatását tételezik fel.